# Euplexia ikondae
Euplexia ikondae là một loài bướm đêm trong họ Noctuidae.